# Copper Bay
Copper Bay ist eine Bucht an der Ostküste von Cockatoo Island des australischen Bundesstaates Western Australia.
Copper Bay ist 900 Meter breit und 410 Meter tief. Die Küstenlänge beträgt 1,3 Kilometer. Im Westen liegt eine unbenannte Bucht und Im Nord-Osten East Bay.